# Vasa flygplats
Vasa flygplats (fi. Vaasan lentoasema) är en flygplats belägen cirka 9 kilometer sydost om centrala Vasa, Finland. Det är den femte största flygplatsen i Finland när det gäller antalet passagerare. 
Landningsbanan är 2500 meter lång och asfalterad. Planer på att förlänga banan finns. 

## Flygbolag och destinationer

### Inrikes
| Flygbolag | Destinationer |
| --------- | ------------- |
| Finnair   | Helsingfors   |

### Utrikes
| Flygbolag | Destinationer     |
| --------- | ----------------- |
| SAS       | Stockholm-Arlanda |

## Statistik
Sökfråga på wikidata efter rådata.